# 鈴木祥枝
鈴木 祥枝 （すずき さかえ、1887年（明治20年）8月6日- 1957年（昭和32年）2月11日）は、日本の実業家、商学博士。東京海上火災保険社長を務めた。

## 経歴
香川県出身。1903年（明治36年）香川県立商業学校（現香川県立高松商業高等学校）卒業。1907年（明治40年）神戸高等商業学校（現神戸大学）を第一期生として卒業。1907年（明治40年）、東京海上保険（1918年に東京海上火災保険に改称）に入社。ロンドン駐在時、鈴木商店ロンドン支店長高畑誠一、台湾銀行ロンドン支配人佐々木義彦などと親交を結ぶ。鈴木商店破綻後、日本商業（日商、現在の双日の前身企業の一つ）の創立に当たり高畑に大きな援助を与えた。各務謙吉社長には高畑を紹介する労をとり、各務は日商設立に出資することを決断した。
1939年（昭和14年）、各務の後任として社長に就任。損害保険中央会理事長も務める。1944年（昭和19年）、三菱海上火災保険・明治火災海上保険が東京海上火災に合併して新発足した東京海上火災保険では会長を務めた。
戦後公職追放を受ける。損害査定に造詣が深く、1950年（昭和25年）商学博士の学位を授与された。
追放解除後は日本経営者団体連盟（日経連）顧問、AIUジャパン会長、日本研磨材工業会長、東洋研削砥石工業会長などを歴任した。墓所は多磨霊園(16-1-1)